# Eclissi solare del 17 aprile 1996
L'eclissi solare del 17 aprile 1996 è un evento astronomico che ha avuto luogo il suddetto giorno attorno alle ore 22.38 UTC.